# Wilsonův les
Wilsonův les je lesopark v Brně o přibližné rozloze 34,4 hektarů, rozkládající se převážně na jižním okraji městské části Brno-Žabovřesky; jižním cípem však zasahuje i na území sousední městské části Brno-střed. Lesopark se rozkládá na severozápadním a skalnatém západním svahu Žlutého kopce, na levém břehu řeky Svratky, převážně v katastrálním území Žabovřesky, z menší části v katastrálním území Pisárky a okrajově též v katastrálním území Stránice.

## Název
Původně byl lesopark od roku 1888 pojmenován Císařský les (Kaiserwald), a to na počest císaře Františka Josefa I., který v té době slavil 40. výročí své vlády. Dne 6. listopadu 1918 rozhodl obecní výbor v Žabovřeskách o jeho přejmenování; nově tak byl na počest amerického prezidenta Woodrowa Wilsona, který přispěl ke vzniku Československa, nazván Wilsonovým lesem. Toto jméno bylo potvrzeno 9. května 1933 a lesopark jej nese doposud, vyjma období od 10. února 1940 do 10. května 1945, kdy byl během druhé světové války dvojjazyčně označován jako Kaiserwald – Císařský les, a doby komunistického režimu, kdy od 19. března 1953 do 24. října 1991 nesl jméno Jiráskův les, na počest spisovatele Aloise Jiráska (sousední Masarykova čtvrť rovněž nesla v té době název Jiráskova čtvrť).

## Historie
Lesopark byl založen roku 1882 Ludvíkem Odstrčilem, velkostatkářem a notářem rakouského císaře Františka Josefa I., v těsném sousedství osady Kamenný Mlýn na jihu katastru obce Žabovřesky. Díky Odstrčilově spolupráci se Žabovřeskami a Zalesňovacím a okrašlovacím spolkem Brna vznikl lesopark o dnešní výměře skoro 34 ha. Svého času se na jeho okraji, za dnešním Biskupským gymnáziem, nacházel i jehlan, připomínající císaře Františka Josefa I. Z douglasek byla na severní straně vysázena písmena FJE (František Josef, Elizabetha), viditelná z protějších kopců a údolí. 

## Sport
Součástí Wilsonova lesa je na úpatí svahu, u žabovřeské ulice Jana Nečase, sportovní areál Pod lesem (Tyršovo hřiště) s restaurací Rosnička, který patří TJ Sokol Brno-Žabovřesky. Jeho počátky spadají do roku 1920, kdy zde začal vznikat sokolský areál s hřištěm v místě bývalé vojenské střelnice. V těsné blízkosti areálu, rovněž na okraji Wilsonova lesa, se nachází sportovní hala Rosnička, dostavěná v roce 1989. Na počátku 70. let 20. století byl v lese vysekán průsek a zřízena lyžařská sjezdovka s umělým povrchem. Později však byla uvedena mimo provoz a chátrala. Počátkem 21. století vznikl plán na obnovu sjezdovky, proti kterému se postavila řada obyvatel Žabovřesk včetně občanského sdružení Wilsonův les. V roce 2007 ze záměru sešlo a o rok později bylo rozhodnuto průsek začlenit do lesoparku, k čemuž došlo v roce 2010. Na následující rok byla plánována celková revitalizace parku s finanční podporou evropských fondů.

## Galerie

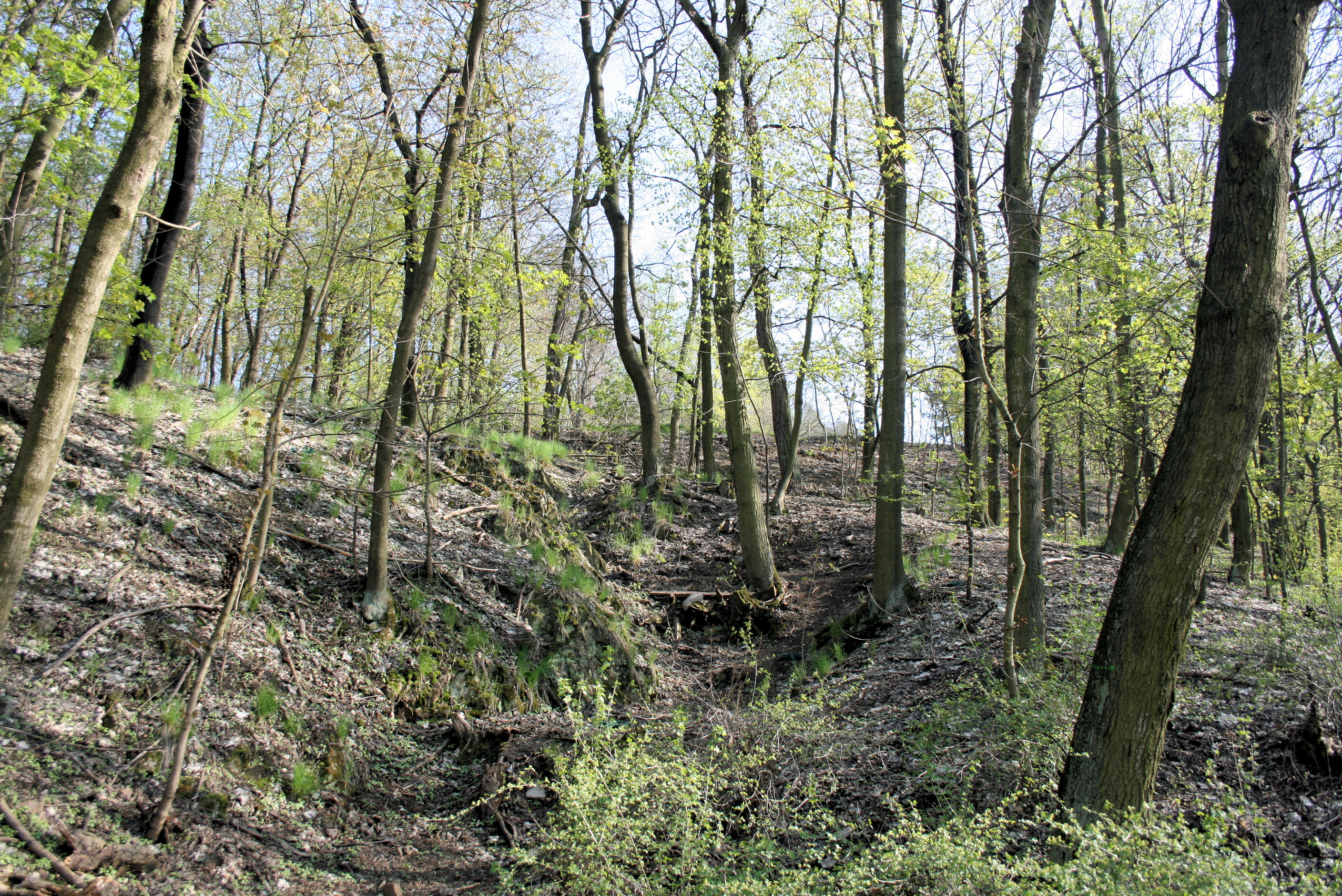
Svah Wilsonova lesa
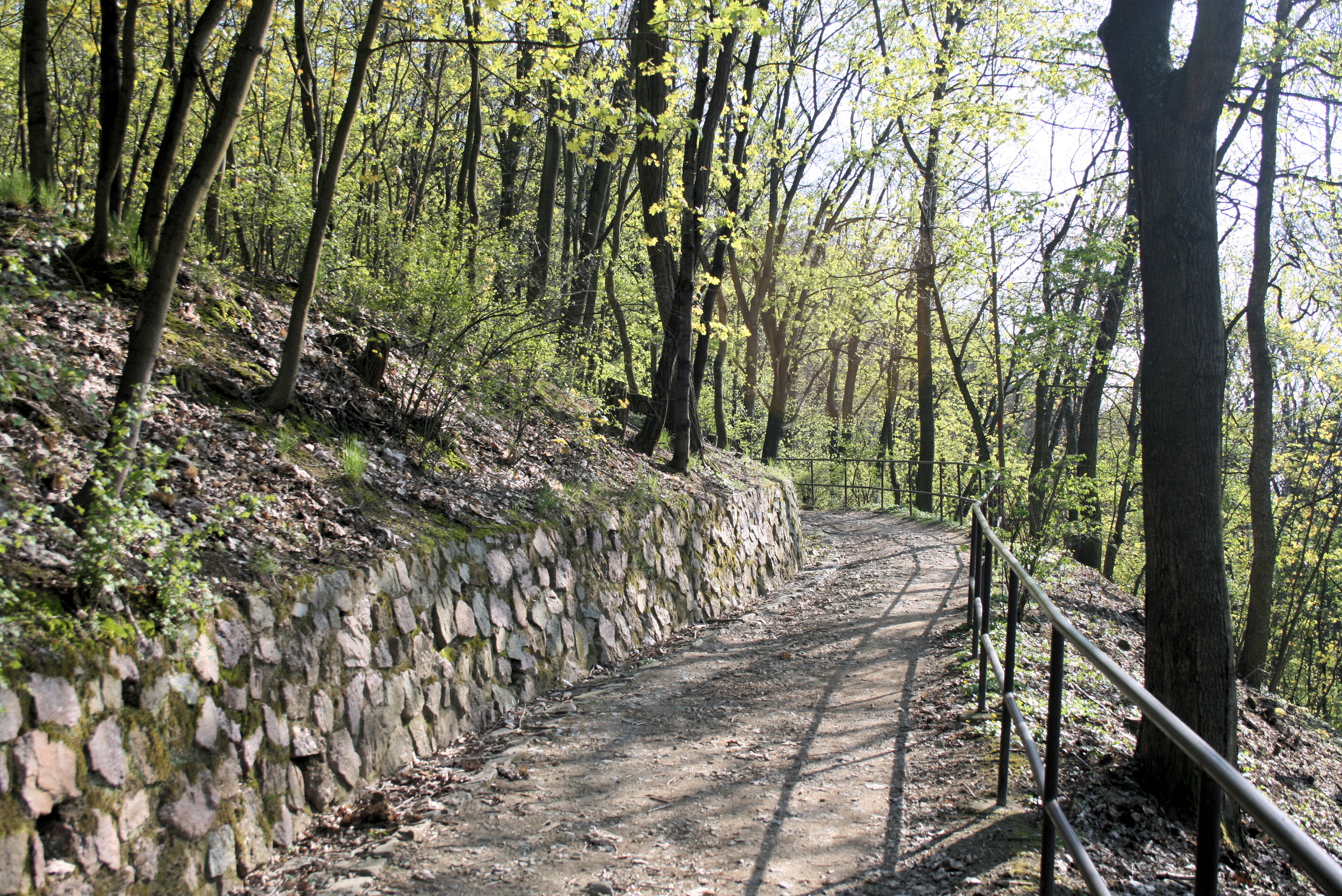
Cesta lesem
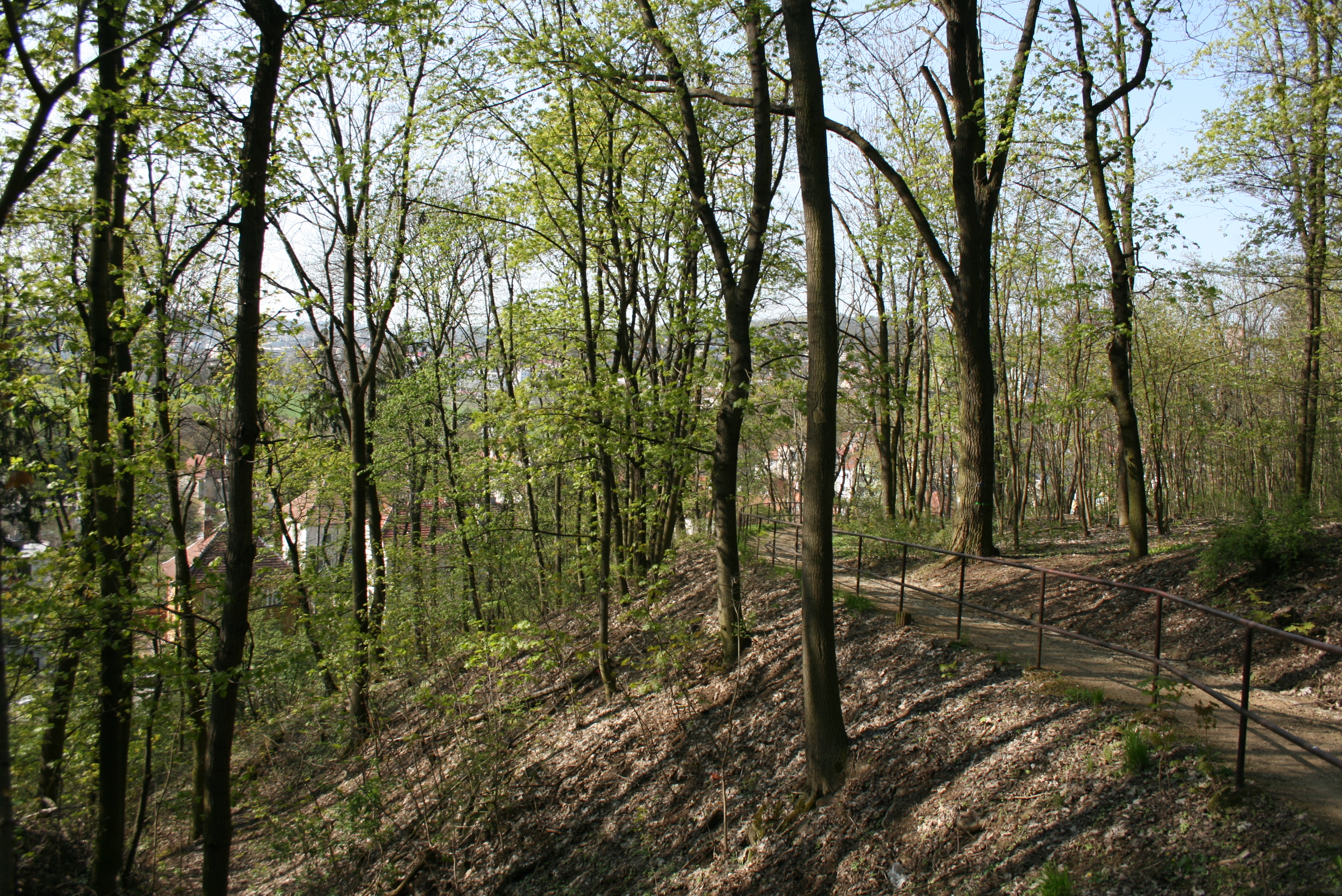
Výhled na Žabovřesky a Komín překrytý porostem
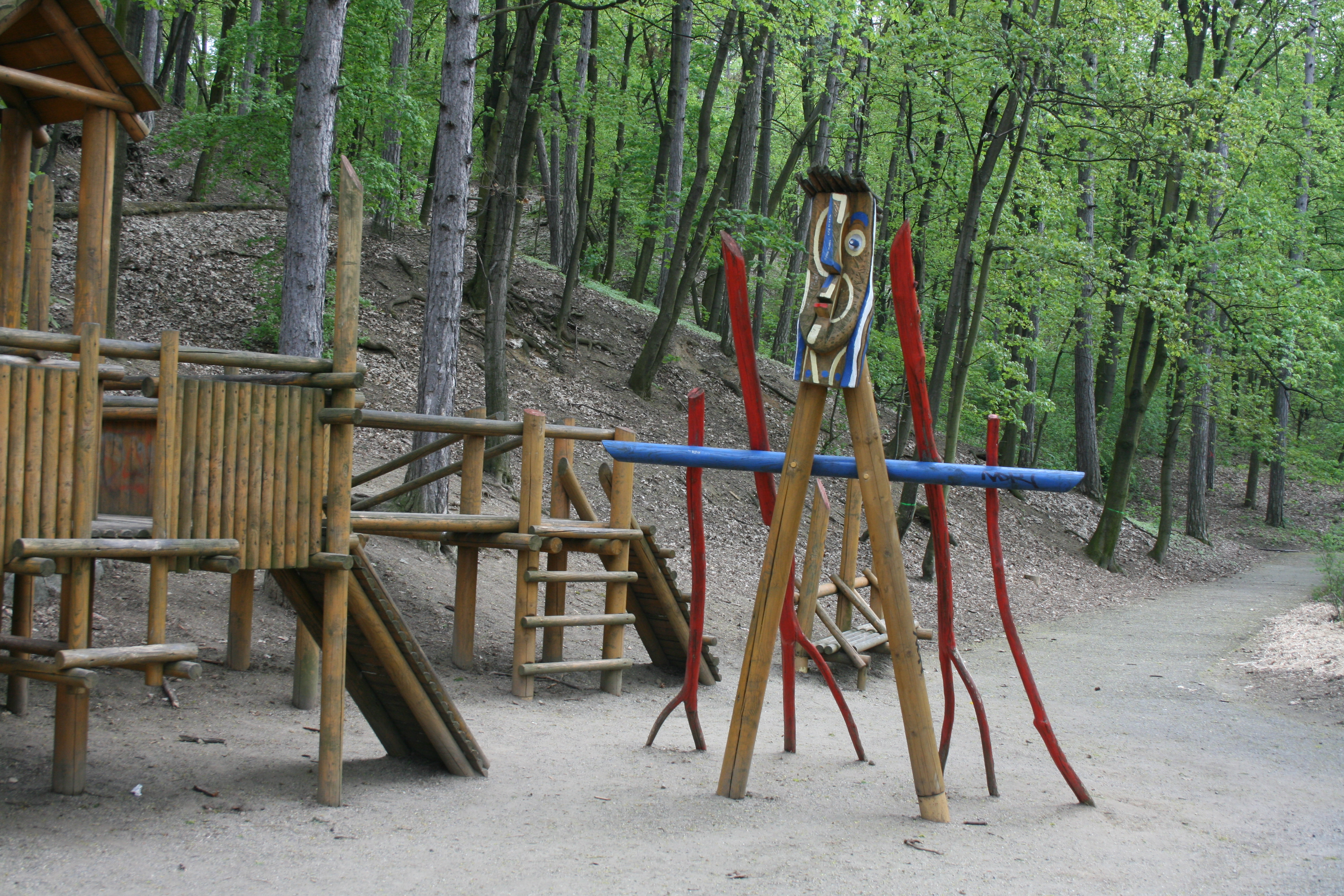
Dětské hřiště u ulice Zeleného
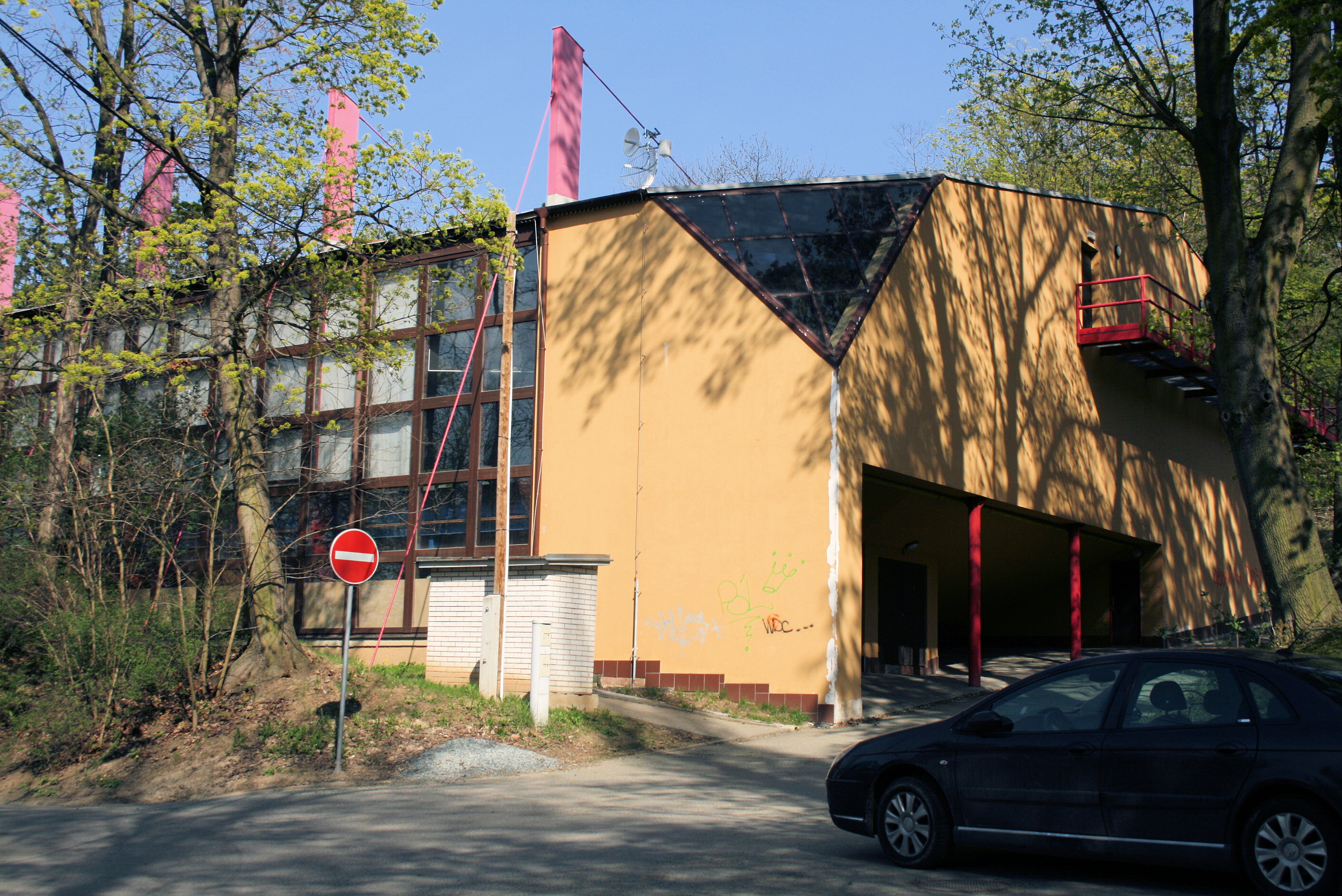
Sportovní hala Rosnička
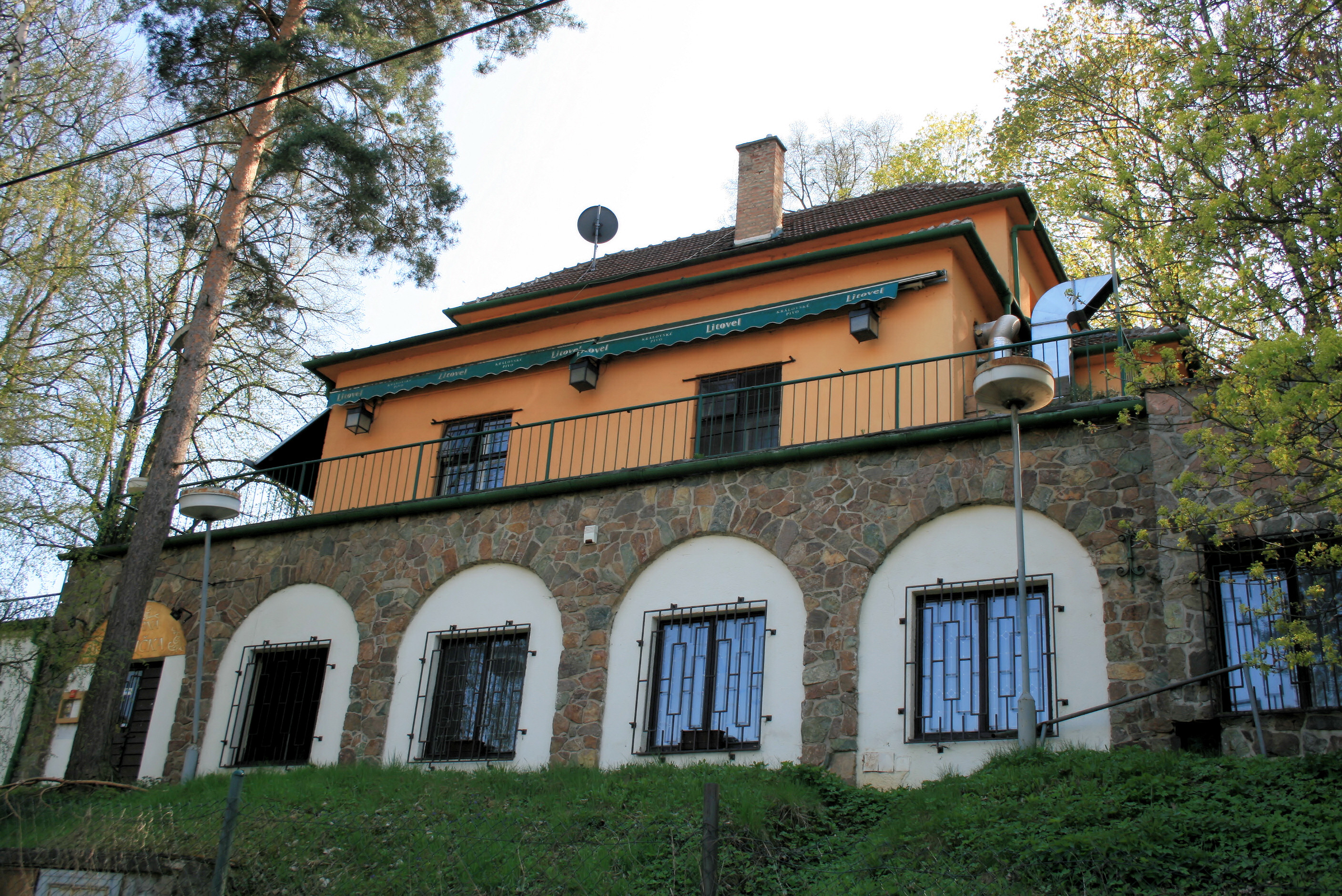
Restaurace Rosnička